# Josanne Potter
Josanne „Jo“ Potter (* 13. November 1984 in Mansfield) ist eine ehemalige englische Fußballspielerin. Die Mittelfeldspielerin stand zuletzt beim FC Reading unter Vertrag und spielte für die englische Nationalmannschaft.

## Karriere

### Verein
Im Alter von 15 Jahren begann Potter im Chesterfield centre of excellence mit dem Fußballspielen. Von 2001 bis 2002 spielte sie für Sheffield Wednesday und wechselte dann zu Birmingham City LFC, zu dem sie nach kurzen Abstechern zu anderen Vereinen immer wieder zurückkehrte. 2012 erreichte sie mit Birmingham das FA-Women’s-Cup-Finale und gewann nach Elfmeterschießen gegen Chelsea den Cup, was ihr bereits acht Jahre zuvor mit Arsenal gelungen war. In der Saison 2012/13 spielte sie mit Birmingham als Zweitplatzierter der FA WSL in der UEFA Women’s Champions League, scheiterte aber im Sechzehntelfinale am italienischen Vizemeister ASD CF Bardolino. Nach zehn Spielen in der Saison 2016 wechselte sie für den Rest der Saison zu Notts County. Danach ging es zum FC Reading. Im Januar 2021 gab sie ihr Karriereende bekannt, nachdem sie seit Juni 2020 vereinslos war.

### Nationalmannschaft
Sie nahm mit der U-19-Mannschaft an der U-19-Fußball-Europameisterschaft der Frauen 2003 teil, scheiterte dabei aber im Halbfinale am späteren Sieger Frankreich.
Im April 2004 wurde sie erstmals in den Kader der A-Nationalmannschaft berufen, musste aufgrund von Rückenproblemen aber absagen. Am 18. September 2004 debütierte Potter dann in einem Spiel gegen die Niederlande in der englischen Nationalmannschaft. Ihr erstes Länderspieltor war das 10:0 beim 13:0-Sieg gegen Ungarn in der Qualifikation für die WM 2007 am 27. Oktober 2005. Sie kam aber nicht über den Status einer Ersatzspielerin hinaus, zumal sie immer wieder Verletzungsprobleme hatte und wurde in den folgenden Jahren auch nicht für die Europa- und Weltmeisterschaften berücksichtigt. Auch in der Qualifikation für die WM 2015 kam sie nur zu einem Kurzeinsatz beim 10:0 gegen Montenegro, wobei sie in der dritten Minute der Nachspielzeit das Tor zum 9:0 erzielte. Beim Zypern-Cup 2015, den England zum dritten Mal gewann, kam sie dann in den drei Gruppenspielen zum Einsatz und wurde im Mai mit 30 Jahren auch für die WM 2015 und damit erstmals für ein großes Turnier der A-Nationalmannschaft nominiert. Sie wurde aber nur zweimal eingesetzt: im letzten Gruppenspiel gegen Kolumbien wurde sie eingewechselt und im Spiel um Platz 3 gegen Deutschland stand sie in der Startelf und half damit ihrer Mannschaft, erstmals ein Spiel gegen Deutschland zu gewinnen. Mit dem Sieg konnte England auch erstmals nach dem WM-Sieg der Männer 1966 wieder eine WM-Medaille gewinnen.
In der nach der WM folgenden Qualifikation für die EM 2017 wurde sie in drei Spielen eingesetzt. Sie wurde auch für die EM nominiert und in den Gruppenspielen gegen Spanien und Portugal eingesetzt. In der Qualifikation für die WM 2019 hatte sie nur einen 17-minütigen Kurzeinsatz gegen Bosnien und Herzegowina. Danach wurde sie nicht wieder eingesetzt.

## Erfolge
- FA-Women’s-Premier-League-Sieger 2004 (mit Arsenal)
- FA-Women’s-Cup-Sieger 2004 (mit Arsenal), 2012 (mit Birmingham)
- Premier-League-Cup-Sieger 2006 (mit Charlton Athletic), 2008 (mit Everton)
- Zypern-Cup Sieger 2015
- WM-Dritter 2015